# Ташкыран, Эртугрул
Эртугрул Ташкыран (тур. Ertuğrul Taşkıran; 5 ноября 1989 года, Стамбул) — турецкий футболист, вратарь клуба «Аланьяспор».

## Клубная карьера
В середине 2007 года Эртугрул Ташкыран подписал трёхлетний контракт с «Фенербахче», однако дебютировать на высшем уровне за стамбульцев ему так и не удалось. В начале сентября 2011 года он на правах аренды перешёл в «Самсунспор». 18 сентября 2011 года он дебютировал в турецкой Суперлиге, выйдя на замену после удаления голкипера «Самсунспора» в гостевом поединке против «Галатасарая». «Самсунспор» по итогам сезона 2011/12 покинул Суперлигу, а Эртугрул также на правах аренды перешёл в «Кайсериспор», где провёл следующие 2 сезона. «Кайсериспор» занял последнее место в Суперлиге 2013/14, а Эртугрул по её завершении вернулся в «Фенербахче». В начале сентября 2014 года он был отдан на год в аренду «Сивасспору».

## Достижения
«Фенербахче»
- Финалист Кубка Турции (1): 2015/16